# Trotwood (Ohio)
Trotwood es una ciudad ubicada en el condado de Montgomery en el estado estadounidense de Ohio. En el Censo de 2010 tenía una población de 24431 habitantes y una densidad poblacional de 309,19 personas por km².

## Geografía
Trotwood se encuentra ubicada en las coordenadas 39°47′31″N 84°19′19″O / 39.79194, -84.32194. Según la Oficina del Censo de los Estados Unidos, Trotwood tiene una superficie total de 79.02 km², de la cual 78.98 km² corresponden a tierra firme y (0.05%) 0.04 km² es agua.

## Demografía
Según el censo de 2010, había 24431 personas residiendo en Trotwood. La densidad de población era de 309,19 hab./km². De los 24431 habitantes, Trotwood estaba compuesto por el 28.1% blancos, el 68.19% eran afroamericanos, el 0.24% eran amerindios, el 0.33% eran asiáticos, el 0.03% eran isleños del Pacífico, el 0.51% eran de otras razas y el 2.6% pertenecían a dos o más razas. Del total de la población el 0.95% eran hispanos o latinos de cualquier raza.